# James Righton
James Nicholas Righton est un musicien anglais né le 25 août 1983. En plus de la chanson, il joue du clavier pour le groupe new-rave Klaxons basé à Londres qui s'est dissous en 2015. En mars 2016, Righton rend public son nouveau projet Shock Machine dans une vidéo réalisée par Saam Farahmand. Righton publie son premier album solo The Performer sous le label Deewee de Soulwax en mars 2020.

## Jeunesse
Righton est né à Leamington Spa, en Angleterre. Alors qu'il est encore au lycée de Stratford-upon-Avon, il est encouragé par son père, lui aussi musicien, à faire partie de plusieurs groupes qui se produisent régulièrement.

## Carrière
Alors qu'il fréquente le lycée de Stratford-upon-Avon, Righton rencontre Simon Taylor-Davis et lui apprend à jouer de la guitare. Tout en se consacrant à une carrière d'interprète, Righton travaille comme professeur de musique. Il assiste au festival de Benicàssim, où il rencontre de nouveau Simon Taylor-Davis, et peu de temps après, ils rencontrent Jamie Reynolds à New Cross, Londres. Lorsque Reynolds perd son emploi, il achète un kit de studio avec son indemnité de licenciement. Les trois hommes commencent à enregistrer et à se produire en live sous le nom de « Klaxons (Not Centaurs) », un nom inspiré du Manifeste futuriste de Filippo Tommaso Marinetti. En 2005, ce groupe joue avec Finnigan Kidd comme batteur, jusqu'à ce que Kidd parte et que Steffan Halperin le rejoigne en 2006. À cette époque, le groupe commence à utiliser le nom plus court de "Klaxons".
Klaxons signe chez Polydor Records en 2006. Après de nombreuses tournées réussies, ils annoncent en 2014 que la tournée en cours serait leur dernière.
James Righton signe chez Marathon Artists /House Anxiety en 2016 sous le surnom de Shock Machine. Le nouveau projet de Righton est annoncé en mars avec la sortie du clip du premier single, Shock Machine, réalisé par Saam Farahmand. L'introduction éponyme de ce projet est enregistrée dans une cabane du sud de la France avec le producteur James Ford. Le premier single Shock Machine, sorti le 8 mars 2016 avec une vidéo d'accompagnement réalisée par Saam Farahmand, figure sur son premier EP de quatre titres Open Up The Sky. Après la sortie de l'EP, Righton sort le single Lost in the Mystery . Des remixes de Open Up the Sky et Shock Machine par Soulwax et Beyond the Wizards Sleeve sont également publiés. Le premier album de Shock Machine est sorti le 25 août 2017.

## Travail dans le cinéma et le théâtre
Righton compose la musique du court métrage William de Simon Amstell en 2015. Il compose ensuite la musique du film Benjamin d'Amstell en 2018 et celle du stand-up spécial Netflix d'Amstell en 2019, « Set Free ».
Il travaille aux côtés de Tom Rowlands pour La Vie de Galilée, réalisé par Joe Wright au Young Vic en 2017.
En 2021, il travaille avec ABBA sur leurs concerts ABBA Voyage à Londres.

## Autres contributions musicales
- Righton a co-écrit « All Rights Reversed », extrait de l'album We Are the Night des Chemical Brothers, récompensé par un Grammy Award en 2007, et a chanté aux côtés de ses camarades de groupe Klaxons et de Dev Hynes.
- Il a co-écrit « Deeper » (avec MNEK) (avec House Gospel Choir) de Riton
- Il a contribué à la guitare, au piano et au wurlitzer de l'Arctic Monkeys Tranquility Base Hotel & Casino
- James a co-écrit le premier single « The Third Degree » de l'album In Plain Sight de Honeyblood, sorti en 2019.
- En 2020, James a co-écrit « This Moment Forever » du troisième album de Hinds, The Prettiest Curse
- Il a joué des synthés sur "Don't Tell Me to Smile" de Soko

## Discographie

### Solo
- The Perfomer (2020)
- Jim, I'm Still Here (2022)

### Avec Klaxons
- Myths of the Near Future (2007)
- Surfing the Void (2010)
- Love Frequency (2014)

### Comme Shock Machine
- Shock Machine (2017)

### Bandes sonores
- Benjamin (Bande originale du film) (2019)
- I'll Be Right There (Bande originale du film) (2023)
- Daddy Issues (2024)
- Just Sing (Bande originale du film) (2025)
- Untold: The Liver King (Bande originale du film) (2025)

## Vie personnelle
En février 2011, Righton commence à sortir avec l'actrice Keira Knightley et le 4 mai 2013, ils se marient à Mazan, Vaucluse, dans le sud de la France. Depuis début 2014, ils vivent à Canonbury, Islington. Ils ont deux filles.